# Amblyseius gliricidii
Amblyseius gliricidii är en spindeldjursart som beskrevs av De Leon 1961. Amblyseius gliricidii ingår i släktet Amblyseius och familjen Phytoseiidae. Inga underarter finns listade i Catalogue of Life.